# Ardisia morotaiensis
Ardisia morotaiensis är en viveväxtart som beskrevs av C.M.Hu. Ardisia morotaiensis ingår i släktet Ardisia och familjen viveväxter. Inga underarter finns listade i Catalogue of Life.